# Galium baldense
Galium baldense là một loài thực vật có hoa trong họ Thiến thảo. Loài này được Spreng. mô tả khoa học đầu tiên năm 1813.
Phạm vi bản địa của loài này là nước Ý (khu vực Đông Nam dãy Alps). Nó là một loại cây con và phát triển chủ yếu trong quần xã sinh vật ôn đới.
Galium baldense có thể là cây một năm hoặc cây lâu năm, với thân yếu, đôi khi mọc lộn xộn. Lá hẹp và thường là những bông hoa nhỏ, màu trắng hoặc vàng ở cuối chùy.